# Klára Peslarová
Klára Peslarová är en tjeckisk ishockeymålvakt som spelar för Brynäs If i Svenska damhockeyligan. Hennes moderklubb är HC Poruba från födelsestaden Ostrava i Tjeckien. Peslarova började spela ishockey tillsammans med sin bror när hennes far coachade laget. De första tre säsongerna spelade hon som forward innan hon blev målvakt. När hon var 17 år flyttade hon till Ryssland och spelade för Birjusa Krasnoyarsk. Ett år tidigare hade hon gjort VM-debut i Tjeckiens U18-landslag där hon tog platsen som förstemålvakt och var med och vann bronsmedalj. Hon har också varit med och fört upp det ordinarie tjeckiska landslaget till högstadivisionen i VM.